# Julekrybbe
En julekrybbe er en tableauopstilling, der med figurer viser den stald (eller hule indrettet til dyr) i Bethlehem, hvor Jesus ifølge traditionen blev født. Opstillingen laves oftest med små figurer, men ses også med figurer i fuld menneskestørrelse.
Med i opstillingen er som regel Jesusbarnet i krybben og Maria og Josef. Der er også en okse og et æsel i stalden. De er ganske vist ikke nævnt i den nytestamentlige skildring i Lukasevangeliet, men er afledet af Esajas' Bog kapitel 1 vers 3 (i Det Gamle Testamente). Krybben har som regel også figurer af hyrder, får, engle og betlehemsstjernen. De tre vise mænd med deres kameler bliver traditionelt sat ind i krybben ved hellig tre kongers fest tretten dage efter juledag.
Julekrybber bliver ofte indrettet på offentlige steder i juletiden, særligt i katolske lande. Den julekrybbe, som sættes op på Peterspladsen i Vatikanet foran Peterskirken, har figurer i naturtro størrelse.

## Historie
I hvert fald én af rødderne til traditionen med at opstille julekrybber er Frans af Assisis julefejring i Greccio i Italien i 1223. Der findes ældre tegninger og malerier der viser, at denne begivenhed alligevel ikke var første gang, man så en julekrybbe. Men Frans' krybbespil i Greccio gjorde et særligt indtryk blandt andet ved brugen af levende dyr.
Derefter fulgte en tilsyneladende kontinuerlig videreudvikling og -udbredelse af julekrybben. Men denne blev afbrudt ved reformationen for protestanternes vedkommende. Julekrybben blev herefter et rent katolsk fænomen og blev ikke fuldt accepteret eller velkendt i ikke-katolske lande før hen i 1900-tallet.
Styrket af Tridentinerkoncilet (1545-1563) forsøgte først og fremmest jesuiterne, men også servitterne og fransiskanerne at give de bibelske fortællinger en mere levende form med skuespil og plastiske fremstillinger. Udbredelse af julekrybben ud over Europa tog først for alvor til fra ca. 1560, dét år, hvor jesuiterne opsatte deres første julekrybbe i en kirke i Portugal. Julekrybber af den udformning, som man er fortrolige med i 2000-tallet, så man ikke før i 1562, da en sådan blev opsat i en jesuiterkirke i Prag. Da jesuiterne var en af den katolske kirkes største missionerende ordener, spredte skikken sig hurtigt til andre verdensdele. Men også andre katolske ordener, både mandlige og kvindelige, har været med ved udbredelsen af denne juleskik.